# Это не я
«Это не я» (фр. C’est pas moi) — фильм 2024 года французского режиссёра Леоса Каракса, 40-минутная автобиография режиссёра, рассказывающая о 40 годах его карьеры. Премьера картины состоялась на 77-м Каннском кинофестивале.

## Сюжет
Фильм длится сорок минут и представляет собой автобиографию режиссёра, в которой в свободной форме рассказывается о 40 годах его карьеры. Видеоряд сопровождается закадровым текстом Каракса и включает как специально снятые сцены, так и, в большей степени, кадры из классических фильмов («Человек с киноаппаратом», «Головокружение», «Прибытие поезда на вокзал Ла-Сьота» и др.) и архивные материалы. Звучит аудиосообщение, которое однажды оставил на автоответчике Каракса Годар, кратко пересказывается биография Романа Полански. Часто появляются крупные разноцветные титры.
В фильме звучит музыка Дэвида Боуи, Нины Симон и группы The Fall. Дочь режиссёра Настя Голубева-Каракс показана сначала в детском возрасте в старом семейном видео, а затем в современном фрагменте, когда она играет на пианино. В числе оригинальных сцен есть прыжок ныряльщицы в бассейн и кружение танцовщицы в блестящем зеленом трико на парижском мосту.
В картине присутствуют политические мотивы: показаны череда современных диктаторов, из-за которых в разных местах планеты идут вооружённые конфликты (в том числе Путин, кричащий «Ура» на Красной площади), протестные акции активисток Femen, хроникальные кадры с Изадором Гринбаумом, который в 1937 году выбежал на сцену, чтобы помешать нацистскому митингу в Мэдисон-сквер-гарден. В игровом фрагменте мать, словно сказку, читает двум детям историю о том, как Гитлер решил истребить всех «плохих людей», под которыми подразумеваются евреи.
В сцене после финальных титров показана марионетка Аннетт, которая повторяет пробег Алекса по улице (из фильма «Дурная кровь») под песню Боуи «Modern Love». В конце кукла будто освобождается от кукловодов и взлетает.

## В ролях
- Леос Каракс — в роли самого себя
- Настя Голубева-Каракс — в роли самой себя
- Дени Лаван — господин Дерьмо
- Екатерина Юспина — мать
- Петр Аневский — брат
- Бьянка Маддалуно — сестра
- Лорета Иодкайте — танцовщица в зелёном
- Анна-Изабель Зифкен — ныряльщица

Архивные кадры
- Жюльет Бинош
- Екатерина Голубева
- Мишель Пикколи
- Жан-Франсуа Бальмер
- Гийом Депардьё

## Создание и оценки
Изначально Каракс хотел снять видеоколлаж, который бы стал ответом на вопрос «Кто вы?», заданный Центром Помпиду для готовившейся выставки (её так и не провели). Фильм был официально анонсирован в мае 2023 года, его продюсировали компании Arte France и Théo Films в сотрудничестве со Scala Films и французским домом моды Chanel. Премьера состоялась 18 мая 2024 года на 77-м Каннском кинофестивале, в рамках секции «Каннские премьеры». 12 июня того же года картина вышла во французский театральный прокат, дистрибуцией занималась компания Les Films du Losange.
На сайте-агрегаторе отзывов Rotten Tomatoes фильм получил рейтинг 89 % при средней оценке 7,5 из 10. На франкоязычном сайте AlloCiné его результат составил 3,7 из 5.
Российский кинокритик Антон Долин, обыгрывая название фильма «Это не я», отмечает, что «это и не фильм. Как минимум не фильм в привычном понимании». Долин охарактеризовал картину как «монтажный коллаж, но с несколькими специально отснятыми сценами и новыми для караксовской вселенной персонажами. Бессюжетный, но увлекательный. Увлекательный, но необъяснимый, каждый кадр впору расшифровывать со словарём. Полный нарциссизма, но и самоуничижения тоже». По мнению критика, «с годами Каракс стал ближе к эстетике сюрреализма, и его фильм уже заголовком отсылает к формуле Магритта — картине с изображением трубки и подписью „Это не трубка“»; Каракс «объясняет при помощи одного только монтажа, что режиссёр не равен своей биографии, личности, портрету».
Максим Ершов счёл фильм «короткометражным видеоэссе», которое «в первую очередь будет интересно поклонникам творчества французского автора, а также синефилам», оценив его при этом как «один из самых смелых, странных и непростых для расшифровки фильмов года». По словам критика, «Это не я» «напоминает позднего Жан-Люка Годара, а особенно „Книгу образов“»: «Единый вектор повествования отыскать невозможно, картина представляет собой поток сознания режиссёра с несколькими магистральными темами и яркими образами. Мысли автора на экране передают большие разноцветные титры, напоминающие плакаты».